# تانر بوكانان
تانر إيمانويل بوكانان (بالإنجليزية: Tanner Emmanuel Buchanan)‏، من مواليد 8 ديسمبر 1998 في ليما، أوهايو، هو ممثل أمريكي.

## الحياة المهنية
في عام 2010 ظهر لأول مرة على شاشة التلفزيون، حيث لعب دور طفل في مسلسل مودرن فاميلي. بعد ثلاث سنوات ظهر في تشريح غريز، الجرائم الكبرى، و غولدبرغ. في عام 2016 لعب أول دور رئيسي له على شاشة التلفزيون، حيث لعب دور ليو كيركمان في مسلسل الدراما السياسية الناجي المعين. في عام 2018 بدأ لعب دور روبي كين، ابن جوني لورانس المنفصل، في سلسلة كوبرا كاي على يوتيوب بريميم (ولاحقًا نتفليكس). كما لعب دور البطولة في النسخة الجديدة من فيلم هي كل ذلك وأكثر.

## روابط خارجية
- تانر بوكانان على موقع IMDb (الإنجليزية)
- تانر بوكانان على موقع ميتاكريتيك (الإنجليزية)
- تانر بوكانان على موقع روتن توميتوز (الإنجليزية)
- تانر بوكانان على موقع نتفليكس (الإنجليزية)
- تانر بوكانان على موقع قاعدة بيانات الأفلام العربية
- تانر بوكانان على موقع ألو سيني (الفرنسية)
- تانر بوكانان على موقع أول موفي (الإنجليزية)
- تانر بوكانان على موقع قاعدة بيانات الفيلم (الإنجليزية)
- تانر بوكانان على موقع كينوبويسك (الروسية)